# История телеканала «Россия-1»
«Россия-1» (ранее — РТВ, РТР и «Россия») — общероссийский федеральный телеканал, который начал вещание 34 года назад, 13 мая 1991 года.

## Советский период
С 1989 года в РСФСР вынашивалась идея организации Российского республиканского телеканала. К этому времени во всех союзных республиках, за исключением России, существовали собственные республиканские телеканалы. В 1990 году создатель передачи «Пятое колесо», народный депутат РСФСР Бэлла Куркова предложила Председателю Верховного Совета России Борису Ельцину создать телеканал РТВ, в связи с тем, что телеканалы ЦТ отражали точку зрения союзных властей. В это время в стране наблюдалось противостояние между союзными и республиканскими властями.
13 июля 1990 года постановлением Верховного совета РСФСР учреждено Государственное телевидение и радио РСФСР. До 15 сентября 1990 года, согласно этому постановлению, Совет министров РСФСР и Комитет Верховного Совета РСФСР по средствам массовой информации, связям с общественными организациями, массовыми движениями граждан и изучению общественного мнения должны были решить вопрос о праве собственности на материально-техническую базу Второй программы ЦТ.

### 1990—1991. Основание телеканала, формирование штата
14 июля 1990 года постановлением № 107-1 Президиума Верховного Совета РСФСР была образована Всероссийская ГТРК. Председатель Совета Министров РСФСР Иван Силаев способствовал приобретению здания для Всероссийской ГТРК, из которого могли бы вестись телевидение и радиовещание.
7 марта 1991 года «Второй канал» перешёл в подчинение Всесоюзной ГТРК. В то же время руководством канала было обещано не менее 6 часов для вещания программ производства Всероссийской ГТРК, в том числе новостной программе планировалось предоставить 2 выпуска по 20 минут. В связи с оппозиционными взглядами коллектива республиканской компании, новый коллектив сталкивался с трудностями, начиная от невозможности арендовать студию в телецентре «Останкино» до непредоставления обещанного эфирного времени для новых программ.
В то же время не было проблем с набором сотрудников на ещё несуществующее «РТВ». Многие телеведущие охотно уходили с Всесоюзной ГТРК на свободное от цензуры телевидение. Первым генеральным директором «РТВ» стал Сергей Подгорбунский. Коллектив Всероссийской ГТРК продумывал время выхода своих программ и название главной новостной передачи. Предлагалось несколько названий, в том числе «Российский вестник» и «Вестник». В итоге новостной программе было присвоено название «Вести», а время её выхода назначено на 18:00, а также на 20:00 (за час до выхода на канале программы «Время»). Создателями программы были: один из её будущих ведущих Евгений Киселёв, бывший заместитель главного редактора Главной редакции информации ЦТ СССР Олег Добродеев, председатель Всероссийской ГТРК Олег Попцов и генеральный директор Всероссийской ГТРК Анатолий Лысенко. Большинство сотрудников «Вестей» пришли туда из программы «Телевизионная служба новостей». Были созданы несколько студий, до 1997 года часто именовавшихся творческо-производственными объединениями (ТПО): «Вести» — для информационных программ, «Республика», «Дирекция межрегиональных программ» и «Шанс» — для общественно-политических и публицистических программ, «Лад» — для художественных программ, «Артель» (ТПО музыкального и развлекательного вещания) — для музыкальных и развлекательных программ (где работали Виктор Крюков, Артемий Троицкий и Татьяна Николаева, оказывавшие значительное влияние на музыкальную политику телеканала), «Рост» — для детских и молодёжных программ (руководителем которой до самого расформирования был Андрей Меньшиков), «Открытый мир» — для просветительских программ, «Конкурс» — для телевизионных игр, «К-2» — для программ, посвящённых кино (здесь получили свою первую известность Борис Берман и Ильдар Жандарёв), и «Арена» — для спортивных программ и телетрансляций. Руководителем последнего стал бывший руководитель спортивной редакции ЦТ СССР Александр Иваницкий, вместе с ним с ЦТ СССР на ВГТРК перешли Олег Жолобов, Алексей Бурков, Анна Дмитриева, Сергей Ческидов, Борис Гультяй и Николай Попов.
13 мая 1991 года недавно назначенный на должность первого заместителя председателя Гостелерадио Валентин Лазуткин предоставил эфирное время для программ Всероссийской ГТРК на «Второй программе ЦТ» Гостелерадио СССР: с 7:00 до 21:00 и с 21:45 до 1:00.
В 17:00 программа «Вести» вышла в эфир. Ведущей первого выпуска была Светлана Сорокина. С этого времени на «второй телевизионной кнопке» выходят в эфир как программы Всесоюзной гостелерадиокомпании, так и программы Всероссийской гостелерадиокомпании. По сравнению с программой «Время», «Вести» стали острой, краткой, конкретной и оперативной информационной программой. У телеканала появилось название «РТВ» («Российское телевидение») и первый логотип. В первую неделю вещания в эфире выходят перешедшие на Всероссийскую ГТРК «Спокойной ночи, малыши!» и одесское «Джентльмен-шоу».
Во время Августовского путча 19 августа 1991 года все передачи Всероссийской ГТРК были отменены по приказу ГКЧП. Вместо запланированных программ транслировался балет «Лебединое озеро». В тайне от ГКЧП телеканал РТВ подпольно организовал вещание на регионы, благодаря чему жители СССР увидели специальный выпуск «Вестей» с «картинкой» происходящих в Москве событий. Студия «Вестей» в телецентре «Останкино», откуда передача выходила до 1994 года, была опечатана, передача записывалась на видеокассету в Шаболовском телецентре, для экстренных ситуаций была подготовлена передвижная студия. ГКЧП блокировало здание Всероссийской ГТРК на 5-й улице Ямского Поля, 19/21. Подпольное вещание РТВ продолжалось до полной победы защитников Белого дома. После завершения Августовского путча РТВ по распоряжению Валентина Лазуткина передаётся весь вечер: с 7:00 до 1:00 (вместо с 7:00 до 21:00 и с 21:45 до 1:00). Свежеиспечённый телеканал и программа из фактически оппозиционного СМИ, оппонирующего советскому государственному официозу, стали превращаться в новый, теперь уже постсоветский официоз. На этом фоне Евгений Киселёв, Олег Добродеев и некоторые корреспонденты «Вестей» переходят на 1-й канал Останкино к Егору Яковлеву, где создают программу «Итоги». На РТВ появились пресс-конференции руководителей страны, а также телеэфиры, на которых политические деятели выступали без предварительно заготовленных речей.
1 сентября 1991 года на втором канале прекращается показ информационной программы ЦТ. В сентябре-декабре «Вторая программа ЦТ» ещё выходила в эфир — в основном по будням в утреннем и дневном блоках (причём практически без какого-либо оформления); а в вечерний прайм и в выходные дни почти весь эфир перешёл к «РТВ», который 16 сентября был переименован в «РТР» («Российское телевидение и радио»).

## Российский период

### 1991—1996. Эпоха Олега Попцова и Анатолия Лысенко. Освещение политического кризиса 1993 года

Логотип РТР в 1992—1993 годах

26 декабря 1991 года с упразднением Всесоюзной ГТРК была закрыта и Вторая программа ЦТ, а производство большей части её передач («Время деловых людей» и другие) было передано Всероссийской ГТРК. С этого времени телеканал «РТР» получает для вещания весь эфирный день и становится одним из трёх общероссийских телевещателей, наряду с РГТРК «Останкино» и РГТРК «Петербург». Сетка вещания канала в те годы составлялась преимущественно из программ дискуссионного или репортажного характера, а также передач в формате интервью. С 30 декабря 1991 года программа «Вести» стала выходить три раза в день, а с 20 января 1992 года — четыре раза в день.
Со 2 января 1992 года на телеканале начал транслироваться один из самых длинных телесериалов — «Санта-Барбара». Решение о его приобретении было принято Сергеем Подгорбунским, Павлом Корчагиным и Оганесом Соболевым.
14 января 1992 года в рамках блока «РИА-ТВ» впервые была показана телепередача «Сам себе режиссёр», на долгие годы ставшая одной из самых рейтинговых и популярных программ РТР. Производила программу компания «Видео Интернешнл», с 1996 года являвшаяся эксклюзивным рекламным селлером канала. Усилиями «Видео Интернешнл» по заказу ВГТРК также производились телеигры «Устами младенца» и «Своя игра» (в 1992—1997 годах), ставшие одними из первых передач на российском телевидении, официально созданных на основе лицензионного формата. С 1994 по 1996 год за размещение рекламы на телеканале отвечало Агентство по продаже рекламных возможностей РТР, созданное по инициативе Олега Попцова и являвшееся совместным предприятием РТР и «ВИ» (процентные доли между учредителями были разделены в пропорции 51:49 в пользу телеканала). Директором этого агентства являлся Сергей Коваленко.
Первое крупное соглашение ВГТРК с голливудским производителем было подписано 25 апреля 1992 года — партнёром компании стало Buena Vista International, международное подразделение Walt Disney Company. Согласно условиям контракта, с 11 сентября 1992 года начала транслироваться рубрика «Disney по пятницам» (в её рамках показывались прокатные и телевизионные фильмы для детей и подростков), а с 3 января 1993 года — рубрика «Волшебный мир Disney» (в рамках которой демонстрировались диснеевские мультсериалы).
С 13 по 19 июля 1992 года на РТР была «Неделя телевизионного кино США».
В апреле 1993 года на частотах РТР в Литве начал вещание телеканал «Tele-3» (ныне TV3), однако программа «Вести» продолжала выходить на этом канале до 1995 года, когда была создана собственная новостная служба.
В период политического кризиса 1993 года РТР предоставляет слово всем сторонам конфликта. Во время расстрела Белого дома директор канала нарушил приказ о ведении трансляции бомбёжки в прямом эфире до того момента, пока на линии огня стояли москвичи, в целях избежания возникновения гражданской войны. После того, как милиция оттеснила горожан, РТР запустил трансляцию «CNN». В это время было обстреляно здание ТТЦ «Останкино», где размещалась студия «Вестей». В дыру, пробитую в здании гранатомётом, ворвались вооружённые люди, начался обстрел здания, возник пожар.
Режиссёру программы «Вести» Ирине Виноградовой удалось спасти отснятый материал. Техническому директору Станиславу Буневичу удалось перевести управление телевещанием страны в здание Всероссийской ГТРК на Ямском Поле. Вещание канала было восстановлено, РТР был единственным московским телеканалом, оставшимся в эфире и показавшим происходящие события. Вещание велось в наспех оборудованной студии на цокольном этаже при выключенном свете. Позднее в здании напротив были обнаружены лёжки снайперов. За освещение событий 1993 года первым заместителем Председателя Правительства России Владимиром Шумейко программе «Вести» были подарены каминные часы.
Показав важные события, «Вести» становятся самой влиятельной программой. В этом же году ведущие программы Юрий Ростов, Владислав Флярковский и Александр Гурнов были назначены корреспондентами за границей (в США, Израиле и Великобритании соответственно), а главным редактором Дирекции информационных программ стал Александр Нехорошев.
В тот же период с 1-го канала Останкино на РТР переходит телеигра Леонида Ярмольника «L-клуб», таким образом, став первой программой, перешедшей с первой кнопки. Если на старом канале программе была отведена поздняя ночь буднего дня, то уже на РТР программа стала выходить в четверг вечером. Это поспособствовало популярности программы у широкой зрительской аудитории, и «L-клуб» стал одной из визитных карточек канала.

Логотип РТР в 1993—1998 годах

С осени 1993 года Российское телевидение, как и РГТРК «Останкино», пережило значительный кадровый отток журналистов «Вестей» и сотрудников некоторых других собственных ТПО, переходивших в штат ТОО «Телекомпания НТВ». В частности, на новый канал с ВГТРК перешли сотрудники ТПО «Арена» Алексей Бурков и Анна Дмитриева и один из сотрудников ТПО «Артель» Артемий Троицкий.
С 1994 года стала выходить программа-комментарий «Подробности», ведущим которой стал политический обозреватель «Вестей» Николай Сванидзе. Одно время поочерёдно с ним эту программу вёл Сергей Доренко.
1 марта 1994 года на канале были введены дневные перерывы в вещании, имевшие место каждый будний день. Они были связаны с усечением финансирования ВГТРК вдвое и вынужденным сокращением в связи с этим ежедневного вещания канала РТР до 12 часов. С 1 марта по 1 апреля перерыв начинался в 9:30 и заканчивался в 13:40, с 4 апреля по 1 июня 1994 года перерыв продолжался с 11:05 до 16:00, а со 2 июня по 18 ноября того же года — с 12:00 до 16:00. С 21 ноября 1994 года на московский часовой пояс вместо перерыва шёл информационный канал «Деловая Россия», производившийся компанией «Видео Интернешнл».
После учреждения в 1994 году Агентства по продаже рекламных возможностей и отказа от практики рекламного бартера ВГТРК начинает закупать зарубежные фильмы и телесериалы в рамках пакетов. Так, в рамках продолжения сотрудничества с Walt Disney Company в июне 1995 года были приобретены крупные фильмы для взрослой аудитории от киностудий Touchstone Pictures и Hollywood Pictures (один из них — «Кто подставил кролика Роджера»).
13 августа 1995 года РТР прекратил вещание на Украине. Эфирное время «РТР» занял телеканал «УТ-2».

### 1996—1997. Эпоха Эдуарда Сагалаева
В 1996 году Олег Попцов, Анатолий Лысенко, Сергей Подгорбунский и Александр Нехорошев были освобождены от своих должностей. Новым председателем ВГТРК стал Эдуард Сагалаев, генеральным директором Российского телевидения стал Кирилл Легат, главным редактором Дирекции информационных программ Российского телевидения — Борис Непомнящий. Программа «Подробности» была закрыта, появились новые телепроекты — информационно-аналитическая программа «Зеркало», ведущим которой стал Николай Сванидзе, актуальное интервью «VIP», развлекательное шоу «Добрый вечер с Игорем Угольниковым» и ток-шоу «Открытые новости» с ведущими Эдуардом Сагалаевым, Светланой Сорокиной и Оксаной Найчук.
13 мая 1996 года перерывы на всех дублях канала были отменены, блок «Деловая Россия» шёл на все регионы, однако его эфир был значительно сокращён — с четырёх часов до двух получасовых блоков в течение дня, а через год «Деловая Россия» покинула эфир РТР. Вскоре дневные перерывы на РТР были частично восстановлены: эфир прерывался каждый вторник с 18 июня 1996 по 27 апреля 1999 года, в период с 11:20 до 14:00 (время начала и конца перерыва было плавающим), хронометраж перерыва составлял полтора часа. С 11 мая 1999 года дневные перерывы на канале были отменены окончательно.
В декабре 1996 года РТР прекратил вещание в Казахстане. На его частоты был переведён «ОРТ», а освободившиеся частоты ОРТ занял телеканал «Хабар».

### 1997—2000. Николай Сванидзе, Александр Акопов, Михаил Швыдкой. Уход лиц на другие каналы и массовое закрытие программ
3 февраля 1997 года несколько высших менеджеров ВГТРК опубликовали в «Новой газете» открытое письмо «ТВ-магазин: продаём программу на завтра», в котором утверждалось о финансовой, творческой и кадровой деградации телекомпании, а Эдуард Сагалаев обвинялся в том, что он превращает компанию в источник личного обогащения. 7 февраля 1997 года Сагалаев подал заявление об увольнении по собственному желанию. Вместо него с 10 февраля 1997 года председателем стал Николай Сванидзе, однако изложенные в письме факты были признаны Судебной палатой по информационным спорам при Президенте Российской Федерации недостоверными; аналогичным образом высказались и коллеги Сагалаева по ТВ-6. Генеральным директором РТР назначается его главный продюсер Александр Акопов. Примерно с этого же периода на телеканале намечается тенденция «выдавливания» из эфира лиц, стоявших у его истоков создания в 1991 году, наблюдавшаяся вплоть до 2001—2002 годов. Так, в ноябре 1997 года была уволена ведущая «Вестей» Светлана Сорокина, одновременно с канала уходит Александр Гурнов, который после ухода с РТР основал российское информационное агентство «ТСН», производившее новостные программы для канала ТВ-6.
1 ноября 1997 года был создан новый телеканал в структуре ВГТРК — «Культура». На стадии запуска он должен был именоваться как «РТР-2», в связи с чем с января 1998 по январь 1999 года (или же до сентября 1998 года) в части печатных изданий с программой передач телеканал РТР проходил под логотипом «РТР-1. Россия» (при этом в эфире и в части других источников он всё равно продолжал называться РТР, как и раньше, или же указывался как канал «Россия»). На телеканал «Культура» с РТР уходит большая часть закадровых сотрудников расформированной студии «Лад», включая Андрея Торстенсена, Валентина Тернявского и Екатерину Андронникову. Программы о культуре, театре и кино, в том числе и шедшие с основания канала, с этого же периода также стали постепенно исчезать из сетки вещания РТР и переходить на «Культуру» или НТВ.
В январе 1998 года на канале произошло кардинальное изменение сетки вещания, в результате которого было сокращено от 33 до 36 передач (среди которых была рубрика «Волшебный мир Disney», перешедшая на ОРТ под новым названием «Дисней-клуб», и популярные «L-клуб» и «Добрый вечер»). После чего сетка стала постепенно переходить в тот вид, в каком существовала до 2002 года. Увеличилось число показываемых телепередач стороннего производства. 8 мая 1998 года в состав ВГТРК вошли региональные телерадиокомпании. С этого момента РТР вещает на 54 языках народов России, ВГТРК превращается в крупнейший медиахолдинг Европы. Общим становится не только оформление канала, но и редакционная политика.
21 мая 1998 года Николай Сванидзе освобождён с поста председателя ВГТРК «в связи с переходом на другую работу». Сванидзе объяснил отставку желанием работать журналистом, а не администратором. По версии СМИ, причиной отставки стали разногласия с действующим на тот момент председателем Правительства России Сергеем Кириенко. Руководителем государственного медиахолдинга был назначен Михаил Швыдкой.

Логотип РТР в 1998—2001 годах

7 сентября 1998 года в эфир впервые вышел утренний блок программы «Доброе утро, Россия!». Главным режиссёром канала становится известный кинорежиссёр Иван Дыховичный, который приводит на РТР недавно ушедших из студии «НТВ-Дизайн» композитора Антона Батагова и дизайнеров Андрея Шелютто и Елену Китаеву. Ими было разработано новое графическое оформление канала, вместе с которым поменялся логотип. В это время появилось много телесериалов латиноамериканского производства и много новых телепрограмм: «Два рояля», «Домашние хлопоты», «Программа передач», «Акуна-матата», «Сиреневый туман», «Башня», с московского канала переезжает программа «Сто к одному», с ушедшего из федерального эфира петербургского — «Музыкальный ринг», а с канала ОРТ переезжают популярные программы «Моя семья», «Клуб „Белый попугай“», «Любовь с первого взгляда» и «50х50». Среди других наиболее известных программ РТР выходного дня тех лет были «Сам себе режиссёр», «Горячая десятка», «Маски-шоу», «Городок», «Доброе утро, страна!» и «Аншлаг» (последняя передача, так же, как и «Моя семья», нередко критиковалась зрителями за низкий художественный уровень). Сетка вещания канала в выходные дни практически полностью была загружена многочисленными развлекательными и музыкальными программами, художественными фильмами, концертами звёзд российской эстрады, оплаченными показами разных музыкальных творческих вечеров и коммерческих презентаций, изредка прерывавшимися на выпуски «Вестей», программу «Зеркало» или же на спортивные телетрансляции. Ненадолго на РТР был восстановлен дикторский отдел, который был упразднён в апреле 1996 года, во времена управления Сагалаева. Его руководителем был Владимир Березин.
Из-за экономического кризиса 1998 года на РТР (как и на других каналах) начались финансовые проблемы: утренний телеканал «Доброе утро, Россия!» стал выходить в упрощённом варианте из-за того, что ВГТРК нечем было платить съёмочной бригаде программы, на некоторое время был прекращён показ сериала «Санта-Барбара» по аналогичным причинам (невыплаты актёрам озвучивания). Сокращена деятельность творческо-производственного объединения «Арена», отвечавшего за спортивные трансляции.
4 марта 1999 года РТР становится самостоятельным юридическим лицом — ФГУП ГТК «Телеканал „Россия“». Этот же статус 1 августа получает и студия «Вести».
С 6 сентября 1999 года было увеличено количество ежедневных выпусков «Вестей», а также изменено время выхода некоторых из них: теперь они стали выходить в 13:00, 17:00, 19:00, 21:00 и 1:00, при этом в вечерних выпусках в 19:00 и 21:00 было введено парное ведение. С октября по декабрь того же года программу покинули Александр Сапожников, Михаил Пономарёв и Анна Павлова. Все они перешли на ТВ-6, где стали принимать участие в работе обновлённой Службы информации ЗАО «МНВК ТВ-6 Москва». При этом одними из новых ведущих программы становятся перешедшие с «ТВ Центра» Михаил Зеленский и Анастасия Мельникова.
В это же время телеканал покидают руководители и ведущие различных программ студии «К-2» Борис Берман и Ильдар Жандарёв (перешли на НТВ). Их места занимают Владимир Оренов и Александр Плахов. Из-за задолженностей перед производителем и по причине превращения передачи из детективной в политическую (что не устраивало руководителей канала) прекращается показ программы «Совершенно секретно», которая вскоре также перешла на телеканал НТВ. Несколько позже было расформировано творческо-производственное объединение «Арена» и вместо него была создана студия спортивных программ, которую возглавил Владимир Гомельский.
К концу 1990-х годов РТР начал значительно отставать по рейтинговым показателям от своих главных конкурентов в лице ОРТ и НТВ, занимая третье место среди всех российских телеканалов. Были случаи, когда третье место у канала могли перехватывать менее крупные вещатели вроде ТВЦ или ТВ-6. Телеканал не принимал активного участия в информационных войнах, не лоббировал кандидатуры тех или иных политических или государственных деятелей в ходе «правительственной чехарды» премьер-министров 1998—1999 годов. Исключением был телеэфир в ночь с 17 на 18 марта 1999 года, когда в эфире РТР была показана видеоплёнка с участием тогдашнего генпрокурора РФ Юрия Скуратова (или человека с похожей внешностью), забавлявшегося с проститутками. Стали часто высказываться мнения о падении качества работы телеканала и ужесточении цензуры внутри него: в частности, в феврале 1999 года (за несколько месяцев до своего ухода) Михаил Пономарёв обратился с письмом к президенту и правительству страны, где обвинял своё начальство в «полной некомпетентности, целенаправленном, методичном уничтожении программы „Вести“ и канала РТР в целом и попытках ввести на канале политическую цензуру» и призывал руководство ВГТРК во главе с Михаилом Швыдким уйти в отставку.
Начавшаяся в 1999 году Вторая чеченская война, в отличие от первой, где канал занимал скорее антивоенную позицию, освещалась в эфире РТР уже только с официальной государственной точки зрения, с одобрением действий российской армии. В межвоенный период чеченские события на канале также подавались необъективно, в связи с чем в июле 1998 года вещание РТР на территории республики на некоторое время было приостановлено. При освещении парламентских и президентских выборов 1999—2000 годов канал поначалу пытался придерживаться более объективной линии, нежели на ОРТ, но постепенно в тоне подачи новостей стал переходить к открытой поддержке кандидатуры Путина.

### 2000—2002. Олег Добродеев. Формирование новой концепции вещания
31 января 2000 года председателем ВГТРК стал бывший директор информационной программы «Вести» и генеральный директор НТВ Олег Добродеев. Канал покинули Анастасия и Сергей Дадыко (первая перешла на радио, последний — на ТВЦ), Ольга Кокорекина и Роман Бабаян (перешли на ОРТ), Вадим Фефилов и Марина Лиллевяли (перешли на НТВ), Михаил Дегтярь (несколько позже перешёл на ТВЦ), а также руководитель бюро в Израиле Андрей Дементьев. При этом вместе с Добродеевым в течение года с НТВ на РТР перешли Евгений Ревенко, Андрей Медведев, Михаил Антонов, Елена Масюк, Аркадий Мамонтов, Владимир Лусканов и Александр Абраменко. Чуть позже к ним подключились Сергей Гапонов, Юлия Ракчеева, Виталий Трубецкой и Эдуард Петров. Также на канал перешли Пётр Шепотинник и Станислав Кучер с ТВ-6; с ТВЦ на РТР переходят известный спортивный журналист Василий Кикнадзе и тогда ещё малоизвестный комментатор Дмитрий Губерниев. Одновременно же телеканал открывает сайт в Интернете, изначально располагавшийся по адресу ptp.ru, затем rtr-tv.ru.
С приходом нового руководителя сетка телеканала претерпела частичные изменения; кроме того, частично изменилось графическое оформление передач и межпрограммных заставок. От ряда программ пришлось избавиться (среди них — «Телеспецназ», «Магазин на диване», «Город женщин» и «Мой XX век»), также было чётко определено время выхода в эфир региональных ГТРК. Выпуски главной новостной программы РТР «Вести» стали выходить по прежнему графику, существовавшему до 1999 года: 6:00, 7:00, 8:00, 9:00, 11:00, 14:00 (с 31 июля 2000), 17:00, 20:00 и 23:00. Параллельно укреплению «Вестей», Добродеев полностью обновил линейку публицистических передач канала, над которыми работали такие известные тележурналисты, как Александр Гурнов, Александр Политковский (перешедший с ТВ-6), Владимир Молчанов, Пётр Фёдоров (перешедшие с REN-TV) и Наталия Метлина. Несмотря на всевозможное расширение кругозора, в те годы критики неоднократно указывали на зависимость телеканала от сериальной продукции как российского, так и зарубежного производства — на канале шло от 8 до 9 (!) сериалов в день. Данное число было сопоставимо только с количеством ежедневных сериалов, транслировавшихся в этот же период на телеканале «СТС». Результатом начального периода работы Добродеева на ВГТРК стало увеличение рейтинговых показателей второго канала.
В августе 2000 года телеканал активно освещал события, связанные с катастрофой АПЛ «Курск». Так, корреспондент «Вестей» Аркадий Мамонтов и операторы РТР были единственными телевизионщиками, допущенными на борт крейсера «Петр Великий». Эксклюзивное право на съёмку государственный канал позже получил и во время встречи вдов погибших моряков с президентом Путиным в Видяево. Освещение этих событий в эфире РТР получило и большой отклик в различных СМИ.
Пожар на Останкинской телебашне 27 августа 2000 года сильно сказался на вещании телеканала РТР. В 18:00 по московскому времени телеканал позже остальных прекратил своё вещание на территории Москвы и Московской области. К 30 августа 2000 года удалось наладить вещание «Совместного канала ОРТ-РТР», на котором транслировались передачи и сериалы с обоих каналов. На экране были оба логотипа канала: РТР (ныне — телеканал «Россия-1») в левом верхнем углу и ОРТ (ныне — «Первый канал») в правом верхнем углу; внизу поначалу находилась подпись «Совместный канал ОРТ-РТР» (в последующие дни вещания её уже не было).
6 октября 2000 года «Вести» прекращают своё существование как самостоятельное юридическое лицо и интегрируются в структуру телеканала РТР. Руководителем образованной Дирекции информационных программ становится Александр Абраменко. Кадровый состав нового подразделения был существенно обновлён: его основу стали составлять бывшие сотрудники информационной службы НТВ, журналисты, набранные с региональных ГТРК, а также часть старого персонала дирекции, оставшаяся работать на канале после прихода нового председателя ВГТРК. При этом изменений в подаче информации в новостных программах государственного канала в более либеральную сторону, как на старом НТВ (откуда на РТР пришли многие новые сотрудники), всё же не произошло; по мнению некоторых бывших коллег ушедших с НТВ журналистов (в частности, Владимира Кара-Мурзы-ст. и Евгения Киселёва), перешедшие на ВГТРК экс-«лица НТВ» на новом месте работы скорее и больше проиграли, нежели выиграли.
Параллельно с этим закрываются программы студий «Рост» и «К-2» («Башня», «Уловка-22», «Фрак народа», «Перпендикулярное кино», «Персона», «Колизей», «Ню»). Спустя некоторое время эти студии прекращают существование, а их руководителей и сотрудников увольняют с канала. Через месяц по собственному желанию с РТР уходит Иван Дыховичный. Вместе с этим в сезоне 2000—2001 годов продолжилось расширение времени в эфире для развлекательных и юмористических программ: на канал переходят «Джентльмен-шоу», «Каламбур» (оба — с ОРТ) и «О.С.П.-студия» (с ТВ-6). Среди премьер в детском вещании были мультсериал «Том и Джерри» и программа «Телепузики», вызывавшая критические отзывы со стороны зрителей. Постепенно происходили изменения и в содержании кинопоказа: так, в 2000—2002 годах на РТР прошли телепремьеры российских фильмов «Брат-2», «Сёстры» и «Москва» (факт показа последнего вызвал резко негативную реакцию со стороны патриотически настроенных граждан), а с 2002 года на канале последовательно прошли российские телепремьеры таких зарубежных картин, как «Звёздные войны (I, а также с IV по VI эпизоды)», «Матрица», «Гарри Поттер» (1-5 фильмы), «Властелин колец» и др. Само обстоятельство, что такие зарубежные кинопремьеры стали всё чаще проходить именно по государственному каналу, было особенно заметно на фоне тогдашних проблем с кинопоказом на прежде лидировавшем в этом сегменте канале НТВ.
В период 2000—2002 годов телекритика продолжала негативно отзываться о построении эфира РТР, который в те годы, даже несмотря на попытки преобразований, всё равно продолжал оставаться наполненным разнообразными развлекательными программами невысокого качества и недорогими сериалами, ориентированными на домохозяек. По словам журналистки Элины Николаевой, «такого количества второсортного „мыла“, малорейтинговых и безадресных программ, как в эфире этого канала — „Что хочет женщина?“ и т. п., — нет ни на одном другом канале. Программная политика не выстроена, нет концепции вещания, кроме информации». Похожее мнение высказывали и в других статьях в периодике тех лет.
В начале 2001 года в Эстонии РТР был заменён местной версией для русскоязычных зрителей страны «РТР-Eesti». В феврале выходит первый выпуск программы «Вести-Москва», посвящённой жизни московского региона. В августе появляется новая программа «Экспертиза РТР» (с сентября 2002 года, после переименования РТР в телеканал «Россия», было получено новое название «Экспертиза») о товарах народного потребления с ведущим Владимиром Сафроновым, основанная бывшим коллективом успешной программы НТВ «Впрок».
11 сентября 2001 года во время теракта в США в ночном эфире РТР был проведён экспериментальный эфир европейского новостного канала «Euronews», который со 2 октября 2001 года начал вещать в утреннее и ночное время канала «Культура» (где до этого вещал канал «MTV Россия» по лицензии МТК «Телеэкспо»). С 17 марта 2003 (по программе — с 24 марта) по 30 декабря 2007 года в ночном эфире канала и с его логотипом осуществлялась трансляция «Euronews», что было вызвано необходимостью заполнения эфира после перехода на круглосуточное вещание. Кроме этого, Евгений Ревенко становится ведущим новой еженедельной информационно-аналитической программы «Вести недели». Программа Николая Сванидзе «Зеркало» стала выходить в субботу после восьмичасовых вечерних «Вестей». Формат передачи Сванидзе стал несколько иным, нежели ранее.

Логотип РТР в 2001—2002 годах

15 сентября 2001 года изменяется логотип канала. С этого дня у всех телеканалов ВГТРК логотипы оформлены в общей стилистике. Также, с 15 сентября 2001 года перед информационными программами стали появляться традиционные часы кремлёвских курантов, в других заставках акцент также делался на государственную символику. Авторы — бывший главный дизайнер НТВ Семён Левин и студия «Телеателье».

### 2002—2009. Телеканал «Россия»
В феврале 2002 года генеральный директор РТР Александр Акопов покинул занимаемую должность, вместо него гендиректором канала стал Антон Златопольский. По данным «Известий», Акопов покинул канал из-за конфликта с Олегом Добродеевым: если Акопов ориентировался на контент развлекательного характера, то Добродеев — на более серьёзную информационную составляющую.
Сразу после прихода на должность новый руководитель начал реформу всей сетки вещания, начиная с утреннего эфира. На протяжении года закрывается большое количество телепроектов, запущенных при старом руководстве, среди них — «Телепузики», «Почта РТР», «Доброе утро, страна!», «Диалоги о рыбалке», «Новая старая квартира», «Мама, папа, я — спортивная семья», «Мужчина и женщина», «Пресс-клуб», «Планета КВН». Появились новые телепрограммы — «Дорожный патруль», «Мусульмане», «Вся Россия», «Военная программа Александра Сладкова», «Пролог», «Комната смеха», «Вести-Москва. Неделя в городе», «Ха! Маленькие комедии», «Вести. Дежурная часть», «Вести+», «Дежурный по стране», «Форт Боярд», «Утренняя почта», «Стань звездой» и «Спокойной ночи, малыши!» (изначально после закрытия на ОРТ перешла на телеканал «Культура», но вскоре покинула его, так как он транслировался не во всех регионах России). Одновременно в эфир телеканала вернулась утренняя программа «Доброе утро, Россия!», запущенная при участии бывшего главного продюсера ТВ-6 и НТВ Александра Олейникова, а также вернувшегося на РТР после 4-летнего отсутствия Игоря Шестакова. На телеканал переходят Юрий Шалимов, Александр Хабаров, Вячеслав Грунский (с НТВ) и Эрнест Мацкявичюс (с ТВ-6), директором Дирекции информационных программ Российского телевидения стал Владимир Кулистиков, также перешедший с НТВ. В эфире резко сократилось число латиноамериканских сериалов, их место заняли преимущественно российские сериалы. Прекращается показ популярных американских телесериалов «Санта-Барбара», «Друзья» и ряда других, чья демонстрация шла ещё с 1990-х или же с начала 2000-х годов; оставшиеся или закупавшиеся после 2002 года иноязычные сериалы стали транслироваться исключительно в ночное или утреннее время суток. Дольше всех в прайм-тайм на «России» выходил только один зарубежный детективный сериал — «Комиссар Рекс», чей показ был прекращён в 2004 году.
1 июля 2002 года для трансляции передач за пределами России начал вещание телеканал «РТР-Планета».

Логотип телеканала «Россия» в 2002—2008 годах

1 сентября 2002 года телеканал получил название «Россия», изменился логотип, спустя несколько дней — доменное имя интернет-сайта канала — www.rutv.ru. Как писал журнал «Цветной телевизор», новое название (телеканал «Россия») звучит более значимо, нежели аббревиатура РТР. Примерно в это же время была завершена реконструкция аппаратно-студийного комплекса обоих каналов ВГТРК (на тот момент — «Россия» и «Культура»), что существенно улучшило качество выдачи программ и распространения сигнала.
8 сентября 2002 года на канале «Россия» впервые вышла программа «Специальный корреспондент». В рамках программы в разное время вышли такие резонансные фильмы, как «Беззаконие: Дети» (продолжение цикла «Обратная сторона: Дети», шедшего на канале в 2001—2002 годах), «Шпионы», «Трансплантация», «Бархат.Ru», подготовленные Аркадием Мамонтовым. В этом же месяце в эфире телеканала появился телесериал «Бригада», вызвавший массу противоречивых отзывов среди зрителей: одни отмечали игру актёров и сюжетную линию сериала, другие, наоборот, критиковали его за то, что он романтизирует и культивирует бандитизм среди молодёжи. С февраля 2003 года линейку публицистических форматов пополнила программа «Честный детектив» с Эдуардом Петровым.
С 17 марта 2003 года телеканал «Россия» перешёл на круглосуточное вещание (ранее канал, как и остальные федеральные, ежедневно уходил на технический перерыв в районе 2-х часов ночи и возобновлял вещание с понедельника по пятницу в 5:45 и в субботу и воскресенье в 6:00 — 7:00). Несмотря на это, в Москве и Московской области сохраняется официальный еженедельный технический перерыв в ночь с понедельника на вторник с 1:45 до 6:00. Кроме этого, перерыв в вещании телеканала «Россия» на немосковских дублях оставался вплоть до их отмены на рубеже 2016—2020 годов, последними из которых стали дубли +8 и +9. С 2002 по 2010 год в дни проведения эфирных профилактических работ на канале вещание начиналось в 11:45 (затем в 11:50).
Первое время ночное вещание канала формировали фильмы и сериалы зарубежного производства, повторы передач и выпуски «Вестей» (последнее обстоятельство позволило телеканалу первым рассказать о начале войны в Ираке). До 2005 года в ночной сетке вещания также присутствовали спортивные передачи и телетрансляции, чьё число на «России» примерно в это же время резко сократилось в связи с запуском нового телеканала «Спорт». Со временем структура ночного вещания на канале неоднократно менялась.
Летом-осенью 2003 года на телеканал перешло ещё несколько бывших тележурналистов из команды Евгения Киселёва (НТВ, ТВ-6 и ТВС) — Елизавета Листова, Алексей Кондулуков, Ирина Зайцева, Борис Соболев, Елена Курляндцева, Иван Родионов, Владимир Карташков, Алексей Анисимов, Юлианна Шахова, а также часть закадровых и технических работников бывших ТВ-6 и ТВС. Несколько раньше на телеканал «Россия» с НТВ также перешёл Юрий Липатов. Одновременно с этим программу «Вести недели» покидает Евгений Ревенко. Существует мнение, что это произошло из-за выпуска от октября 2002 года (о трагедии «Норд-Оста»), где был показан труп убитого Мовсара Бараева. Его место занял ведущий вечерних «Вестей» Сергей Брилёв, а Ревенко стал заместителем директора Дирекции информационных программ.
С 11 августа 2003 года радикально изменяется вся дневная сетка вещания телеканала в рабочие дни: из неё были убраны большие региональные «окна» местных ГТРК, деятельность дочерних предприятий ВГТРК была переориентирована на производство выпусков региональных «Вестей», количество которых было увеличено, что позволило местным ГТРК сохранить свою долю в сетке вещания телеканала. Причиной этого решения стали рейтинги региональных «окон» «России», уступавшие на постоянной основе выходившим в предпрайм программам «Первого канала», параллельно с этим федеральный рейтинг канала «Россия» во время трансляции на её частотах местных программ не подсчитывался измерителем TNS Gallup Media. С целью усиления конкуренции с «Первым каналом» в предпрайм и ранний прайм-тайм были запущены линейки телесериалов преимущественно российского производства. Также из сетки вещания были убраны программы «Вести-спорт», «Экспертиза» и «Моя семья». Региональным ГТРК было оставлено время для трансляции небольшого количества собственных программ в субботу днём (позже этот блок был перенесён на утренние часы), «Вести-спорт» на «России» остались только в рамках «Вестей» с голосом комментатора за кадром (выпуски с ведущими стали выходить только на новом канале «Спорт»), передачу «Экспертиза» переместили в утренний блок «Доброе утро, Россия!» и через год окончательно закрыли, а программа «Моя семья» была закрыта в связи с сильно упавшими рейтингами на фоне популярности новостных и публицистических форматов. Вещание программы «Дорожный патруль» было сокращено до одного выпуска в день поздно ночью.
С сентября того же года в программной сетке также стали появляться новые проекты разнообразных жанров: документальная программа «Мой серебряный шар» с перешедшим с «Первого канала» Виталием Вульфом, программа Ирины Зайцевой «Без галстука», музыкальный конкурс «Народный артист», проект Николая Сванидзе «Исторические хроники», цикл Елизаветы Листовой «Советская империя» и психологическое ток-шоу «Частная жизнь» с Владимиром Молчановым и Ликой Кремер (пришло на замену программе «Моя семья»), на которые канал в сезоне 2003/2004 делал ключевую ставку. С канала «MTV Россия» переходит телеведущий Иван Ургант, который становится ведущим «Народного артиста» и телеигры «Пирамида».
В 2003—2007 годах в эфире телеканала были показаны такие обсуждаемые экранизации классических произведений русской литературы, как «Идиот» (май 2003 года), «Мастер и Маргарита» (декабрь 2005 года), «В круге первом» (январь 2006 года). Также, обсуждаемыми телесериалами, показанными на «России» в этот же период, были «Штрафбат» (сентябрь 2004), названный «удачей ТВ», «Завещание Ленина» (июнь 2007) и «Ликвидация» (декабрь 2007).
В начале 2004 года на «Россию» с «Первого канала» переходит Евгений Петросян с его труппой юмористов и передачами «Смехопанорама» и «Кривое зеркало». В июле этого же года Владимир Кулистиков становится генеральным директором НТВ, должность руководителя информационных программ занимает Андрей Быстрицкий. Вслед за Кулистиковым на НТВ переходят также руководитель правовых программ Юрий Шалимов и программный директор Евгений Кучеренко.
В течение 2005 года телеканалу «Россия» несколько раз удалось опередить по рейтинговым показателям «Первый канал». Такому резкому увеличению рейтингов поспособствовало введение на телеканале нескольких линеек телесериалов отечественного производства в вечернее время. В том же году с канала ушла тележурналистка, руководитель авторской студии Елена Масюк — по причине того, что её фильмы (в частности, «Иероглиф дружбы») руководство ВГТРК в лице Добродеева отказывалось ставить в сетку вещания. Также в 2005 году телеканал «Россия» был единственным, кто получил право на полную прямую трансляцию ежегодного послания Президента России: для сравнения, «Первый канал» показал только сокращённую его версию (20 минут), вернувшись к заранее запланированной сетке вещания, а НТВ ограничилось только небольшим репортажем в новостном выпуске.
В телесезоне 2005/2006 годов на телеканале работал ещё один бывший ведущий «Первого канала» Дмитрий Дибров. Он вёл на «России» три телепередачи: «Вести. Подробности», «Я готов на всё!» и «Просвет», а после их закрытия из-за низких рейтингов некоторое время не появлялся на телевидении. Помимо этого, в данном сезоне канал представил развлекательные проекты «Танцы со звёздами» и «Субботний вечер». В то время как в эфире ближайших конкурентов в лице «Первого канала» и НТВ наметилась тенденция на увеличение доли «жёлтого» или жестокого телеконтента, телеканал «Россия» принципиально отказывался ставить в свою сетку вещания подобные форматы, что в некотором плане отличало его от «первой» и «четвёртой» кнопок. В частности, криминальные программы «Вести. Дежурная часть» и «Дорожный патруль» к тому времени полностью отошли от смакования кровавых преступлений, характерного для первых лет их вещания.
Весной 2006 года руководителем информационных программ телеканала «Россия» становится Юлия Ракчеева. С этого же времени выпуск «Вестей» в 20:00 начинают вести два человека, его продолжительность была увеличена до 40 минут.
В ноябре 2006 года ФГУП ГТК «Телеканал „Россия“» перестало существовать как самостоятельное юридическое лицо и было интегрировано в структуру ВГТРК, став её филиалом. До 2015 года в конце некоторых программ и отечественных телесериалов продолжал указываться копирайт «ГТК „Телеканал Россия“».
В феврале 2007 года Сергей Брилёв покидает программу «Вести недели» и спустя 4 месяца становится ведущим отдельной информационной программы «Пятая студия», итоговый выпуск начинает вести политический обозреватель Андрей Кондрашов. Замена ведущего также могла быть связана с вольной трактовкой Брилёвым мюнхенской речи Владимира Путина. В этом же месяце на телеканале появилась научно-популярная передача «Очевидное — невероятное» с Сергеем Капицей. В апреле 2007 года телеканал «Россия» был единственным, кто получил право полностью снимать церемонию прощания с первым Президентом РФ Борисом Ельциным (остальные телеканалы параллельно дублировали его картинку).
С 1 сентября 2007 по 27 декабря 2009 года на канале «Россия» в специально выделенном блоке транслировались передачи канала «Бибигон». С 1 сентября 2007 года по 14 сентября 2008 года во время данных передач логотип телеканала адаптировался под логотип «Бибигона».
Осенью 2007 года на телеканале не очень долгое время выходило общественное ток-шоу «Белым по чёрному» с ведущей Светланой Сорокиной, ранее работавшей на «второй кнопке». На ВГТРК переходит Александр Любимов. Изначально он становится ведущим программы «Сенат», позже занимает должность первого заместителя генерального директора канала «Россия». Также закрывается авторская программа Николая Сванидзе «Зеркало», в последние годы выходившая сначала вечером в пятницу, а затем в четверг ночью.
8 мая 2008 года телеканалом был запущен конкурс «Имя Россия» с целью определить главную историческую персону России, вызвавший общественный резонанс.
В это же время после трансляции победных для россиян матчей футбольного Кубка УЕФА «Зенит» — «Рейнджерс», финала Чемпионата мира по хоккею Россия — Канада, финала Лиги Чемпионов в Лужниках, Чемпионата Европы по футболу 2008 года с участием российской сборной (права на их показ первоначально были у дочернего телеканала «Спорт», но по причине того, что он принимался не во всех регионах России, трансляции перешли на второй канал), конкурса песни «Евровидение-2008» и Суперкубка УЕФА-2008 с участием «Зенита», телеканал в народе ненадолго получил прозвище «Фартовый».
1 июля 2008 года телеканал «Россия» прекратил вещание в Белоруссии и был заменен местным телеканалом «РТР-Беларусь», который базируется на передачах телеканала «РТР-Планета (версия для СНГ)».
В сентябре 2008 года вернулась в эфир программа «Вести в субботу», ведущим которой стал Сергей Брилёв, а вместо Андрея Кондрашова ведущим программы «Вести недели» после пятилетнего перерыва стал снова Евгений Ревенко. На телеканал приходит Максим Галкин, ранее задействованный в ряде проектов на «Первом канале». Из новостных программ ушёл Дмитрий Киселёв, перешедший на административную должность, но сохранивший за собой место ведущего еженедельного субботнего ток-шоу «Национальный интерес».

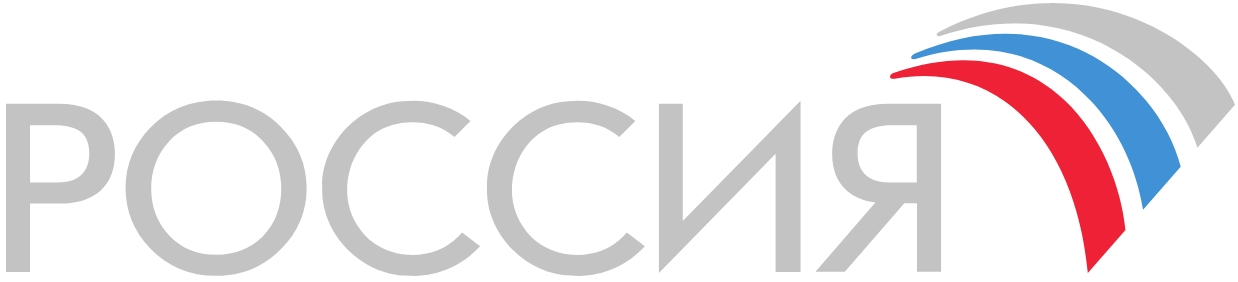
Логотип телеканала «Россия» в 2008—2009 годах

10 сентября 2008 года канал изменил логотип: изменился дизайн флага и его размеры, а также шрифт и размер надписи «Россия» рядом с флагом. Однако вечером этого же дня логотип был заменен на предыдущий, варианта 2002 года. С этого же дня канал меняет свое графическое оформление. В новом оформлении использовался новый логотип телеканала. Окончательная смена логотипа произошла в ночь с 23 на 24 декабря 2008 года.
1 апреля 2009 года в день 200-летия писателя Николая Гоголя и в связи с выходом в прокат фильма «Тарас Бульба» канал на один день в логотипе отобразил название фильма.

### 2010—2012. Переименование в телеканал «Россия-1»
1 января 2010 года (в рамках очередного ребрендинга телеканалов холдинга ВГТРК) канал получил наименование «Россия-1», изменился его логотип (в печатных телепрограммах новое название не упоминалось до 17 января того же года включительно). Программы «Сенат», «Формула власти» и «Парламентский час» переходят на телеканал «Россия-24», «Очевидное — невероятное» и «Кинескоп» — на телеканал «Культура». С этого же момента, в соответствии с названием, из эфира канала начала постепенно уходить зарубежная кинопродукция. Начиная с августа 2011 года она стала выходить исключительно в ночное время. Основу дневного и вечернего кинопоказа стали составлять только российские (периодически — русскоязычные украинского производства) фильмы и телесериалы преимущественно мелодраматического характера. В августе на телеканал приходит с НТВ Владимир Соловьёв.
Среди основных премьер телесезона 2010/2011 годов можно выделить развлекательные программы «Кто хочет стать Максимом Галкиным?», «О самом главном», «Девчата», «Десять миллионов» и ток-шоу «Поединок», «Прямой эфир» и «Исторический процесс». Летом 2011 года Александр Любимов покидает ВГТРК.
Параллельно с этим, на протяжении 2010—2013 годов, в ряде проектов Студии развлекательных программ телеканала (конкурс «Новая волна», шоу «Фактор А», «Первый/второй новогодний вечер») принимали участие члены украинской команды «95-й квартал» во главе с капитаном — будущим президентом Украины Владимиром Зеленским: последний вёл вышеупомянутые передачи или участвовал в них, а остальные участники писали для него тексты к выступлениям и подводкам. В 2012 году телеканал организовал съёмки нескольких концертных программ команды в России (предыдущие попытки были предприняты «ТВ Центром» и СТС) и приобрёл права на создание собственной версии шоу «Рассмеши комика», на тот момент выходившего на телеканале «Интер» — всего было отснято 2 сезона (второй сезон не был показан на этом телеканале, но при этом полностью был выложен в его видеоархив). Кроме того, телеканал ретранслировал комедийный телесериал «Сваты», созданный «Кварталом», и его спин-оффы; также участвовал в продвижении прокатного фильма «Любовь в большом городе 3», снятого по сценарию команды.

Логотип телеканала «Россия-1» в 2012 году

14 января 2012 года телеканал изменил доменное имя своего интернет-представительства — с прежнего www.rutv.ru на новое имя www.russia.tv, а домен rutv.ru стал использоваться как сайт для каталога видео, трансляций и прямого эфира телеканалов ВГТРК и радиостанции «Маяк» до конца июля 2016 года. В преддверии президентских выборов, в эфире канала проходит документальный фильм «Кризис-2008: спасти Россию», показывающий Путина как «человека, сыгравшего решающую роль в спасении страны от финансового краха», и цикл фильмов «Россия от первого лица» о жизни страны за последние 12 лет, вызвавшие критические оценки со стороны телеобозревателей, бывших сотрудников ВГТРК. Некоторые сотрудники телеканала (Аркадий Мамонтов, Александр Сладков) снялись в агитационных рекламных роликах с заставкой «Почему я голосую за Путина?». С 15 марта 2012 года в логотипе канала был изменён шрифт надписи «Россия». Нынешняя версия данного логотипа — с проходящим по нему бликом — в эфире со 2 октября 2012 года. После выборов произошли некоторые изменения в ток-шоу, выходивших в поздневечерней линейке по будням: «Специальный корреспондент» стал иметь жанр обсуждения документальных фильмов корреспондентов ВГТРК в большой студии со значительным числом приглашённых экспертов, ведущим программы стал Аркадий Мамонтов, а «Исторический процесс» сменил одного из своих ведущих: Сергею Кургиняну на смену пришёл Дмитрий Киселёв.

### 2012—2019. Расширение информационно-политического вещания
В августе 2012 года Киселёв ушёл с поста зампредседателя ВГТРК (вместо него эту должность занял Евгений Ревенко) и с 9 сентября 2012 года стал ведущим программы «Вести недели». С 25 октября 2012 года Дирекцию информационных программ телеканала «Россия-1» также возглавил Евгений Ревенко.
В телесезоне 2012/2013 годов на телеканале начал выходить другой проект Владимира Соловьёва, ранее выходивший на телеканале НТВ, — общественно-политическое ток-шоу «Воскресный вечер». В ноябре 2012 года скончался один из авторов и актёров программы «Городок» Илья Олейников, после чего коллективом передачи было принято решение её закрыть. В мае 2013 года на телеканал вернулся Борис Корчевников (перешёл с СТС), в 1990-х годах работавший на РТР ведущим молодёжных программ «Там-там новости» и «Башня». В контексте этих перемен телекритик Анна Качкаева замечала следующую тенденцию в эфире канала, сохранившуюся в следующих сезонах: «Во второй половине сезона НТВ приглушило агрессию своих „анатомий“, и эстафета разоблачительной ярости перешла к государственной „России-1“ (Аркадий Мамонтов, Дмитрий Киселёв, Ольга Скабеева, Борис Корчевников)».
Телесезон 2013/2014 отличался большим числом музыкальных конкурсов и передач, среди которых «Битва хоров», «Наш выход», «Живой звук» и «Хит». Также в марте 2014 года на телеканале появилось перешедшее с «Первого канала» шоу перевоплощений «Один в один!», были показаны 2—4 сезоны.
В свете Евромайдана, аннексии Крыма Российской Федерацией и начала войны на востоке Украины весной-осенью 2014 года было расширено время для информационных программ и общественно-политических ток-шоу. Как следствие, передача «Спокойной ночи, малыши!», несмотря на указание в московской сетке вещания после выпуска «Вестей» в 20:00 (до 29 декабря 2015 года), не выходила в эфир и перешла обратно на канал «Культура». Место вечерних сериалов стали всё чаще занимать внеплановые выпуски «Воскресного вечера» (впоследствии такие выпуски стали носить название «Вечер с Владимиром Соловьёвым» и выходить на постоянной основе) и «Специального корреспондента». С сентября 2014 года последнюю программу вместо Аркадия Мамонтова стал вести корреспондент ВГТРК Евгений Попов.
В июле 2015 года главным продюсером телеканала стал перешедший с «России-2» Игорь Шестаков. В то же время был прекращён показ премьерных российских сериалов, выходивших в дневное время (последним таким сериалом стал «Последний янычар», чья трансляция завершилась 7 июля 2015 года), вместо них стали выходить повторы вечерних сериалов, ранее шедших на телеканале. Вскоре в сентябре этого же года в связи с сокращением штата телеканала и его Службы цикловых и тематических программ были закрыты передачи «Мусульмане», «Субботник», «Вся Россия» и «Военная программа», транслировавшиеся с начала 2000-х годов в утреннее время; позже — музыкальная программа «Горячая десятка». Телеканал покидает Максим Галкин. Показ иностранных фильмов и телесериалов в ночное время был окончательно прекращён. Последним таким фильмом стал триллер Кристофера Нолана «Помни», вышедший 4 октября 2014 года; сериалом — «Закон и порядок», чья трансляция завершилась 9 июля 2015 года. Также уменьшается количество программ за телесезон, выходивших по лицензии; оставшиеся же проекты («Танцы со звёздами», «О самом главном», «Один в один!», «Главная сцена») были существенно переработаны с учётом российской специфики смотрения.
Одновременно, в связи с созданием телеканала «Матч ТВ» с 30 сентября 2015 года спортивная редакция ВГТРК прекратила своё существование в прежнем виде. Почти все спортивные трансляции, за исключением футбольных чемпионатов мира, Европы и Олимпиады, были выведены из сетки вещания «России-1», а в штате телеканала осталось только небольшое количество телекомментаторов. С ноября по декабрь 2015 года на канале снова работал Валерий Комиссаров, который не очень долгое время был режиссёром и ведущим развлекательного ток-шоу «Наш человек». В это же время был представлен всероссийский конкурс юных талантов «Синяя птица».
В мае 2016 года программным директором телеканала стал Александр Нечаев, ранее занимавший аналогичную должность на НТВ в 2008—2016 годах.
Начиная с 1 июля 2016 года телеканал имеет собственную HD-версию («Россия-1 HD»), которая полностью дублирует сетку вещания основного канала — дубля «Россия-1» (+0) для зоны вещания «М»; ранее на телеканале «Россия HD» сетка только частично совпадала с соответствующей SD-версией.
В июле того же года стало известно, что Евгений Ревенко покидает холдинг ВГТРК (в связи с участием в выборах в Государственную думу, по итогам которых он стал её депутатом), а Дирекция информационных программ, которой он руководил до последнего времени, объединится со службой информации телеканала «Россия-24». Объединённую информационную дирекцию двух телеканалов госхолдинга возглавила Ирина Филина, а директором ДИП «Вести», ставшей частью Объединённой дирекции, стал Андрей Кондрашов. Вскоре после этого продолжительность выпусков «Вестей» претерпела изменения, выпуск в 20:00 вновь ведёт один человек, программа «Вести-Москва» вошла в структуру «Вестей» (итоговый выпуск «Неделя в городе» выходит как отдельная программа), а программы правовой тематики «Вести. Дежурная часть» и «Честный детектив» (сменившая название на «Расследования Эдуарда Петрова» и ставшая выходить как цикл документальных фильмов) перешли на телеканал «Россия-24». Кроме того, с сентября стало выходить политическое ток-шоу Ольги Скабеевой и Евгения Попова «60 минут».
В телесезоне 2016/2017 годов, помимо общественно-политического вещания, телеканал сделал ставку на различные шоу талантов: вместе со вторым сезоном «Синей птицы» были запущены проекты «Удивительные люди» и «Золото нации».
По итогам 2016 года телеканал впервые за долгое время вырвался в лидеры телеэфира, обогнав своего давнего конкурента — «Первый канал».
16 января 2017 года телеканал «Россия-1» перешёл на вещание в формате 16:9.
В августе 2017 года с «Первого канала» на телеканал перешли Андрей Малахов и Тимур Кизяков. Они представили свои проекты «Андрей Малахов. Прямой эфир», «Привет, Андрей!» и «Когда все дома» соответственно. Прежний ведущий «Прямого эфира» Борис Корчевников стал вести на телеканале дневное ток-шоу «Судьба человека». Спустя месяц по неизвестным причинам были закрыты политические ток-шоу «Специальный корреспондент» и «Поединок». Их таймслоты были окончательно заняты выпусками «Вечера с Владимиром Соловьёвым».
В сезоне 2018/2019 годов на канале было существенно расширено общественно-политическое вещание: в его сетке появились еженедельный альманах событий из жизни президента «Москва. Кремль. Путин» и дневное ток-шоу «Кто против?» (последняя передача шла в течение 2019 и 2022—2023 годов). Оба проекта вёл и курировал Владимир Соловьёв, таким образом попав в Книгу рекордов Гиннесса за самое долгое пребывание в телеэфире в качестве ведущего в течение одной недели (25 часов 53 минуты и 57 секунд). Данный рекорд впоследствии был побит 22 февраля 2020 года.
30 июня 2019 года блок мультфильмов на «России-1» был окончательно выведен из сетки вещания телеканала. С 16 сентября 2018 года до конца своего существования он выходил за несколько минут до рестарта эфира и состоял, в основном, из мультфильмов творческого объединения «Экран» и студии «Паровоз». Однако, с 8 сентября по 22 декабря 2024 года показ мультфильмов на телеканале снова осуществлялся с 6:40 до 7:20 в рамках блока «Смотрим мультфильмы».
Середина телесезона 2019/2020 отметилась уходом из эфира сразу четырёх развлекательных проектов, долгое время выходивших на канале. В декабре 2019 года был прекращён показ передачи Михаила Жванецкого «Дежурный по стране» (изначально — из-за творческого перерыва её автора и ведущего, но позже — по причине прекращения его публичных выступлений и его смерти), а в январе 2020 года в целях экономии были закрыты три передачи, к концу своего существования выходившие рано утром в воскресенье — «Сам себе режиссёр», «Смехопанорама» и «Утренняя почта» (последняя передача вернулась в эфир в сентябре 2021 года).

### 2020 — настоящее время
С 15 марта 2020 года, в связи с пандемией коронавируса в России, съёмки всех линейных и политических ток-шоу телеканала, а также нового сезона шоу «Танцы со звёздами», постепенно стали проходить без зрителей в студии. Некоторые другие передачи выходных дней либо приостановили свой выход в эфир, либо продолжили транслироваться, но вперемешку с повторами. Также были приостановлены съёмки сериалов. Логотип канала на его сайте 27 марта был заменён плашкой «Смотрим дома» (изначально первое слово было написано латиницей, но 4 апреля было заменено на русскоязычное). После снятия нескольких ограничений 6 июня была запущена субботняя передача о здоровом образе жизни «Доктор Мясников», автор и ведущий которой ранее отметился резонансными высказываниями по теме пандемии. В свою очередь, 9 июня из плашки на сайте канала было удалено слово «дома».
1 ноября 2020 года была запущена медиаплатформа, получившая название «Смотрим». На ней начали выкладываться свежие видео с выпусками текущих передач и новостными сюжетами трёх основных каналов ВГТРК («Россия-1», «Россия-Культура», «Россия-24»), регистрация осуществляется посредством получения SMS-кода по номеру телефона. Спустя месяц все существующие видео, новости и страницы передач на сайте телеканала были также переведены на данную платформу и объединены с аналогичными у «России-Культуры» и почти всех приложений ВГТРК, а в марте 2022 года также и у «РТР-Планеты». С декабря этого же года во многих программах канала, а также в их анонсах в правом нижнем углу экрана стала отображаться ссылка на страницу программы на этой медиаплатформе (например, smotrim.ru/malahov, smotrim.ru/brilev, smotrim.ru/vesti, smotrim.ru/kiselev, smotrim.ru/korchevnikov).
С 25 февраля 2022 года, в связи с началом российского вторжения на Украину, из эфира телеканала были убраны все развлекательные программы. В пресс-службе канала заявили, что «в текущей ситуации канал считает необходимым уделить в эфире большее внимание программам общественно-политической направленности». Начиная с середины марта 2022 года многие ушедшие из эфира программы начали постепенно возвращаться в сетку вещания. Ненадолго было возвращено в эфир общественно-политическое ток-шоу «Кто против?» — в период с марта 2022 по июнь 2023 года оно выходило ежедневно по будням. Позже в этом таймслоте программы выходили ток-шоу «Наши» про рассказы обычных людей, которые жили в Донбассе после событий 2014 года (с понедельника по четверг) и «Судьба человека» с Борисом Корчевниковым (в пятницу).
В марте — апреле 2022 года из-за санкций компании «Google» в отношений финансированных государством российских СМИ, были заблокированы (а впоследствии — удалены) все связанные с телеканалом «Россия-1» YouTube-каналы, а затем каналы некоторых региональных филиалов ВГТРК. Чуть позже на этом же видеохостинге на базе удалённых каналов были созданы аккаунты филиалов холдинга под разными названиями, на котором выкладывались свежие записи (в том числе и архивные) проектов региональных подразделений, включая те, которые оказались недоступными после блокировок основных YouTube-каналов (позже они были также удалены).
Эти же события повлекли для канала и другие последствия. Так, 26 февраля 2022 года телеканал вместе с РГМТРЦ и «Первым каналом» объявили о приостановке, а затем о полном прекращении своего членства в Европейском вещательном союзе в ответ на отстранение России от участия в конкурсе «Евровидение». Также были прекращены трансляции международных соревнований — изначально самостоятельно в связи с отстранением спортсменов из России и сборных команд страны от международных турниров, а с декабря 2022 года — также из-за санкций Евросоюза в отношении ВГТРК и распространения их действия на сам телеканал. Впервые в истории современного российского телевидения «Россия-1» отказалась от освещения крупномасштабных спортивных событий — Олимпийских игр, а также чемпионаты мира и Европы по футболу (аналогичное решение было принято «Первым каналом»). Права на их показ были переданы другим спортивным вещателям — «Матч ТВ» и Okko Sport.
Популярность общественно-политических программ и запуск новых передач (в том числе, и развлекательного характера) положительно сказались на рейтинговых показателях телеканала: его аудитория увеличилась на 22 %, и по итогам 2022 года он прочно закрепился на первом месте по популярности, уйдя в отрыв от своих давних конкурентов — «Первого канала» и НТВ.
Летом 2024 года на телеканал спустя 9 лет ненадолго вернулась зарубежная кинопродукция: по будням в 15:00 (ранее выходившие в данном таймслоте программы «Наши» и «Судьба человека» были перенесены на 13:00) транслировался турецкий сериал «Бахар. По имени Весна».